# Leichtathletik-Weltmeisterschaften 2015/Teilnehmer (Kamerun)
| Gelbes Symbol für Goldmedaillen mit stilisierten Olympischen Ringen | Graues Symbol für Silbermedaillen mit stilisierten Olympischen Ringen | Braundes Symbol für Bronzemedaillen mit stilisierten Olympischen Ringen |
| ------------------------------------------------------------------- | --------------------------------------------------------------------- | ----------------------------------------------------------------------- |
| —                                                                   | —                                                                     | —                                                                       |

Der Leichtathletikverband Kamerun nominierte zwei Athletinnen für die Leichtathletik-Weltmeisterschaften 2015 in der chinesischen Hauptstadt Peking.

## Ergebnisse

### Frauen

#### Sprung/Wurf
| Athletin                | Disziplin   | Qualifikation | Qualifikation | Finale             | Finale             |
| Athletin                | Disziplin   | Weite/Höhe    | Platz         | Weite/Höhe         | Platz              |
| ----------------------- | ----------- | ------------- | ------------- | ------------------ | ------------------ |
| Joëlle Mbumi Nkouindjin | Dreisprung  | 13,06 m       | 26            | nicht qualifiziert | nicht qualifiziert |
| Auriol Dongmo Mekemnang | Kugelstoßen | 16,85 m       | 20            | nicht qualifiziert | nicht qualifiziert |